# Alpheus amblyonyx
Alpheus amblyonyx är en kräftdjursart som beskrevs av Fenner A. Chace 1972. Alpheus amblyonyx ingår i släktet Alpheus och familjen Alpheidae. Inga underarter finns listade i Catalogue of Life.